# Meaghan Mikkelson
Meaghan Mikkelson, född den 4 januari 1985 i Regina i Kanada, är en kanadensisk ishockeyspelare som spelar för Luleå HF/MSSK i SDHL och Kanadas damlandslag i ishockey.
Hon tog OS-guld i damernas ishockeyturnering i samband med de olympiska ishockeytävlingarna 2010 i Vancouver. Vid hockeyturneringen vid olympiska vinterspelen 2018 i Pyeongchang tog hon en silvermedalj.